# Corps royal des Cadets de marine
Pour les articles homonymes, voir Cadets de la Marine.
Vous pouvez aider à l'améliorer ou bien discuter des problèmes sur sa page de discussion.
- Il ne cite pas suffisamment ses sources. Vous pouvez indiquer les passages à sourcer avec {{référence nécessaire}} ou {{Référence souhaitée}}, et inclure les références utiles en les liant aux notes de bas de page. (Marqué depuis mars 2024)
- Certaines informations devraient être mieux reliées aux sources mentionnées dans la bibliographie ou les liens externes. Améliorez sa vérifiabilité en les associant par des références. (Marqué depuis mars 2024)
- Il ne s’appuie pas, ou pas assez, sur des sources secondaires ou tertiaires. (Marqué depuis mars 2024)

- Archive Wikiwix
- Bing
- Cairn
- DuckDuckGo
- E. Universalis
- Gallica
- Google
- G. Books
- G. News
- G. Scholar
- Persée
- Qwant
- (zh) Baidu
- (ru) Yandex
- (wd) trouver des œuvres sur Wikidata

## Présentation générale
Le Corps Royal des Cadets de Marine de Belgique (CRCM), également connu sous le nom de Koninklijk Marine Kadettenkorps en néerlandais, est une association sans but lucratif dont le siège social se site au Quartier Reine Elisabeth à 1140 EVERE, en Belgique. Parrainée par le ministère de la Défense, cette organisation se consacre à la formation des jeunes âgés de 12 à 21 ans à la vie à bord d'un navire. Certaines sections acceptent les juniors à partir de 9 ans. Les instructeurs proviennent à la fois du civil et du personnel militaire notamment de la composante marine et terre.

## Historique
L'histoire du CRCM remonte à 1922, lors de la création du corps de Torpilleurs et Marins. À cette époque, le gouvernement belge a établi une unité d'instruction pour préparer les jeunes à la marine militaire ou à la marine marchande, nommée l'école des Cadets de la Ligue maritime belge.
En 1927, à la suite de la dissolution du corps de marine, les écoles de navigation d'Anvers et d'Ostende ont maintenu chacune un centre de formation pour les jeunes désireux de se familiariser avec des métiers liés à la mer. L'ancien corps est alors renommé « Corps des Cadets de Marine » avant de recevoir le qualificatif « royal » par un arrêté royal en 1982.
En 1969 et 2003, l'école a signé des accords de coopération avec le ministère de la Défense, renforçant ainsi son partenariat avec les autorités militaires.

## Organisation
Le CRCM est un mouvement de jeunesse des cadets qui, depuis 1962, possède le statut juridique d'association sans but lucratif. Il est organisé selon les règles militaires, avec des grades et des insignes, et est ouvert aux adolescents des deux sexes. Les instructeurs sont issus à la fois du civil et du personnel militaire, incluant des officiers et des sous-officiers de la composante marine.

## Rangs

### Cadets
| Insigne     |        |                       |                   |              |                          |                          |                 |
| Néerlandais | Junior | Junior Eerste Klas    | Kadet Tweede Klas | Scheepsgezel | Kadet                    | Kadet Eerste Klas        | Kwartiermeester |
| Français    | Junior | Junior Premier Classe | Mousse            | Cadet        | Cadet de Deuxième Classe | Cadet de Première Classe | Quartier-Maître |
| Abréviation | JNR    | 1JR                   | SGZ/MSE           | KAD/CAD      | 2KD/2CD                  | 1KD/1CD                  | KMT/QMT         |

### Sous-officiers
| Insigne     |                         |                 |         |                |                     |                  |                       |
| Néerlandais | Kandidaat Onderofficier | Tweede Meester  | Meester | Eerste Meester | Eerste Meester Chef | Oppermeester     | Oppermeester Chef     |
| Français    | Candidat Sous-Officier  | Deuxième Maître | Maître  | Premier Maître | Premier Maître Chef | Maître Principal | Maître Principal Chef |
| Abréviation | KOO/CSO                 | 2MR             | MTR     | 1MR            | 1MC                 | OMR              | OMC                   |

### Officiers
| Insigne     |                    |                      |                      |                     |                    |           |                     |            |
| Néerlandais | Kandidaat Officier | Vierde Luitenant     | Derde Luitenant      | Tweede Luitenant    | Eerste Luitenant   | Kapitein  | Groepskapitein      | Commandant |
| Français    | Candidat Officier  | Quatrième Lieutenant | Troisième Lieutenant | Deuxième Lieutenant | Premier Lieutenant | Capitaine | Capitaine de Groupe | Commandant |
| Abréviation | KOF/COF            | 4LT                  | 3LT                  | 2LT                 | 1LT                | KPT       | GKP                 | COM        |

## Enseignement
Les cadets du CRCM sont initiés à la vie à bord d'un navire et à l'apprentissage de la vie en groupe. Les activités sont principalement axées sur des compétences nautiques, notamment :
- La connaissance de la navigation maritime et de l'organisation de la vie à bord d'un bateau.
- L'apprentissage de la navigation à la voile, à la rame et au canot pneumatique.
- L'initiation à la plongée.
- Les nœuds marins et les cordages.
- La dispensation des premiers soins.
- La technique d'instruction et de leadership.
- L'apprentissage des termes techniques propres à la marine, en anglais, néerlandais ou français, selon la langue maternelle de l'élève.

En plus des activités nautiques, le CRCM propose des activités terrestres telles que le death-ride, le saut extrême, l'escalade, des marches d'orientation avec bivouac, etc.

## Sections du CRCM
Initialement composé de deux sections en 1969, à Bruxelles et Liège, rapidement rejointes par celle d'Anvers, le CRCM s'est étendu pour compter actuellement plusieurs sections. Les sections sont réparties dans différentes régions de Belgique.
En Flandre, nous retrouvons les sections d'Anvers, Geel, Leopoldsburg, Leuven, et Oostende.
En Wallonie et à Bruxelles, le CRCM est présent dans les sections de Bruxelles, Charleroi, Ittre, Namur, et Mons.
De plus, des futures sections sont prévues notamment à Liège.

## Flotte du CRCM
La flotte du CRCM est constituée de plusieurs navires, dont les principaux sont :
- V901 - LEIE - Section de Louvain
- V902 - LIBÉRATION - Section de Bourg-Léopold
- V222 - VICTORY - Section de Geel
- V223 - MATADI - Section de Namur
- MRB 25 - Section de Bruxelles
- WESTHINDER - Section de Ostende
- PAPILLON - Section de Geel

En plus de ces navires, le CRCM possède plusieurs baleinières pour diverses activités marines.

## Évenements et cérémonies
Le Corps Royal des Cadets de Marine participe régulièrement à des événements et cérémonies officiels dans toute la Belgique: Defilé national, célébrations locales du 11 novembre et toutes sortes de commémorations en collaboration avec des associations patriotiques. De plus, les sections du CRCM organisent leurs propres journées portes ouvertes annuelles. Assurez-vous de nous rendre visite. Nous attendons de vous recevoir.